# Проциклические и контрциклические переменные
Проциклические и контрциклические переменные — это переменные, колебания которых положительно или отрицательно коррелируют с колебаниями делового цикла (выпуска). Содержание концепции может различаться в контексте макроэкономической теории и контекста разработки экономической политики. Существуют также ациклические показатели, динамика которых независима от колебаний экономической конъюнктуры.
Данная концепция часто используется в контексте управления государственным расходами и налогообложения. Под проциклической налогово-бюджетной политикой подразумевается увеличение государственных расходов и снижение налогов в периоды экономического подъема и сокращение государственных расходов и увеличение налогов во время спада. Контрциклическая фискальная политика подразумевает использование противоположного подхода: сокращение расходов и повышение налогов в период бума и увеличение расходов и снижение налогов во время рецессии.

## Теория деловых циклов

### Проциклические показатели
В теории деловых циклов и финансах любая экономическая величина, которая положительно коррелирует с общим состоянием экономики, называется проциклической. То есть любая величина, которая имеет тенденцию к увеличению в период роста и имеет тенденцию к уменьшению в период спада, классифицируется как проциклическая. Валовой внутренний продукт (ВВП) является примером проциклической переменной. Цены на акции также являются проциклическими, поскольку они растут в период экономического роста.

### Контрциклические показатели
Любая экономическая величина, которая отрицательно коррелирует с общим состоянием экономики, называется контрциклической. То есть показатели, которые имеют тенденцию к увеличению, когда замедляется экономический рост, классифицируются как контрциклические. Безработица является примером контрциклической переменной. Точно так же банкротства и цены на фондовом рынке имеют тенденцию быть контрциклическими. В финансах, активы, которые приносят прибыль в период экономического спада, также являются контрциклическими; примерами таких активов могут быть собственность либо финансовый инструмент, стоимость которого определяется продажами малоценных товаров.
Ниже приводится характеристика цикличности основных макроэкономических индикаторов:
| Показатель                           | Направление изменения |
| ------------------------------------ | --------------------- |
| Производство                         |                       |
| Промышленное производство            | Проциклический        |
| Расходы (компоненты ВВП по расходам) |                       |
| Потребление                          | Проциклический        |
| Инвестиции в основной капитал        | Проциклический        |
| Покупка жилья                        | Проциклический        |
| Инвестиции в запасы                  | Проциклический        |
| Государственные расходы              | Проциклический        |
| Рынок труда                          |                       |
| Занятость                            | Проциклический        |
| Безработица                          | Контрциклический      |
| Средняя производительность труда     | Проциклический        |
| Реальная заработная плата            | Проциклический        |
| Денежная масса и инфляция            |                       |
| Предложение денег                    | Проциклический        |
| Инфляция                             | Контрциклический      |
| Финансовые индикаторы                |                       |
| Цены акций                           | Проциклический        |
| Номинальная процентная ставка        | Проциклический        |
| Реальная процентная ставка           | Ацикличный            |

### Ациклические показатели
Показатели, движение или развитие которые никак не связаны с циклическими колебаниями (то есть независимы от состояния экономики, будь то подъем или спад), являются ациклическими. Иными словами, такие показатели не являются ни проциклическими, ни контрциклическими. К таким индикаторам можно отнести, к примеру, объем экспорта, ставка налога, норма амортизации, реальная процентная ставка. Уровень базовой инфляции также имеет в некоторой степени ациклическое поведение.

## Разработка экономической политики

### Процикличность
В контексте экономической политики процикличность относится к любому аспекту экономической политики, который может усилить циклические колебания экономической деятельности. Поскольку последствия конкретной политики часто неопределенны или являются предметом спора, процикличность, контрцикличность или ацикличность той или иной политики зависит от точки зрения того, кто ее оценивает.
Ряд механизмов действует проциклически:
- Инфляционное таргетирование: уровень инфляции является так называемым запаздывающим индикатором, который может привести к использованию средств денежно-кредитной политики, имеющих проциклический эффект[5].
- Налоговые поступления следуют деловому циклу. Это означает, что в распоряжении государства поступает больше средств в период экономического бума, чем во время кризиса. Бюджетная политика, сопровождающаяся увеличением расходов в результате увеличившихся поступлений в период бума и сокращением государственных расходов вследствие уменьшения поступлений в период кризиса (см. политика жёсткой экономии), имеет проциклический характер.
- Коммерческая прибыль следует колебаниям делового цикла. Политика в области оплаты труда, которая ориентирует повышение заработной платы на рост прибыли от предпринимательской деятельности, имеет проциклический эффект. Политика в области заработной платы, связывающая повышение заработной платы с инфляцией (например, скользящая шкала заработной платы), также имеет проциклический эффект, поскольку уровень инфляции также следует колебанию делового цикла.
- Сумма взноса в социальное обеспечение, в частности страхование по безработице увеличивается с уровнем безработицы, при организации социального страхования по принципу выплаты взносов из текущих доходов[англ.]. Увеличение взносов в периоды высокой безработицы имеет проциклический эффект.
- По законодательству банки должны обладать достаточными собственными средствами, соответствующими кредитному риску. Доля кредитных дефолтов возрастает во время кризиса. Это снижает собственные средства банка и одновременно увеличивает потребность в собственных средствах, так как ухудшается кредитоспособность кредитного портфеля. Поэтому банку приходится (несвоевременно из-за кризиса) привлекать дополнительный капитал или ограничивать кредитование, что имеет проциклический эффект[6].

Любая политика, которая не принимает мер против этих механизмов (например, путем создания резервов во время бума или дефицитного финансирования во время кризиса), автоматически имеет проциклический эффект.

### Контрцикличность
Экономическая или финансовая политика называется контрциклической, если она направлена против цикличности экономической активности. Это предполагает охлаждение экономики в периоды бума и ее стимулирование в периоды спада.
Кейнсианство выступает за использование автоматической и дискреционной контрциклической политики, чтобы уменьшить влияние делового цикла. Одним из примеров автоматической контрциклической фискальной политики является прогрессивное налогообложение. Облагая налогом большую часть дохода, когда экономика расширяется (находится на подъеме), прогрессивный налог имеет тенденцию снижать спрос, тем самым сдерживая перегрев экономики. Однако, другие направления экономической мысли, к примеру новая классическая макроэкономика, считают, что контрциклическая политика может быть контрпродуктивной или дестабилизирующей, и поэтому отдают предпочтение принципу невмешательства фискальной политики в качестве лучшего способа поддержания общей устойчивости экономики. Когда правительство принимает контрциклическую фискальную политику в ответ на угрозу рецессии, правительство может увеличить расходы на инфраструктуру.